# Buinskij rajon
Il Buinskij rajon (in russo Буи́нский район?, in tataro: Буа районы) è un municipal'nyj rajon della Repubblica Autonoma del Tatarstan, in Russia. Istituito il 10 agosto 1930, occupa una superficie di 1 543 chilometri quadrati, conta 40 172 abitanti ed è suddiviso in un distretto urbano e 30 comuni rurali. Il capoluogo è la città di Buinsk. 
Il maggior fiume del territorio è lo Svijaga con i suoi affluenti Karla e Bula.